# Georg Erler (Historiker)
Richard Georg Erler (* 1. Januar 1850 in Krögis; † 30. Juni 1913 in Münster) war ein deutscher Historiker.

## Leben
Georg Erler war Sohn eines Tierarztes und besuchte bis 1869 das Gymnasium zum Heiligen Kreuz in Dresden. Danach studierte er klassische Philologie und Geschichte in Leipzig, vorwiegend bei Ludwig Lange und Georg Voigt. Die Teilnahme am Deutsch-Französischen Krieg unterbrach das Studium. Nach dem Staatsexamen war er von 1873 bis 1884 Oberlehrer am Nicolai-Gymnasium. Er promovierte 1874 mit der Schrift Quaestiones de Xenophonteo libro de republica Lacedaemoniorum. Unter anderem wegen einer Erkrankung gab er den Lehrerberuf auf.
Mit der Schrift „Die historischen Schriften Dietrichs von Nieheim“ habilitierte er 1887 in mittlerer und neuerer Geschichte. Bis 1890 war er Privatdozent. Die Übernahme einer außerordentlichen Professur für Mittlere und Neuere Geschichte in Leipzig folgte 1890. Er erarbeitete und veröffentlichte die Matrikel der Universität Leipzig für die Jahre 1409 bis 1809. Der Plan, eine Geschichte der Universität Leipzig zu schreiben, scheiterte an zahlreichen anderen Verpflichtungen. Zwischen 1892 und 1902 lehrte er als ordentlicher Professor an der Albertus-Universität Königsberg. Auch dort befasste er sich mit den Matrikeln der Universität. Danach war er bis 1913 Professor in Münster. 1907/1908 war er Rektor der Universität. Er war seit 1904 ordentliches Mitglied der Historischen Kommission für Westfalen und von 1908 bis 1913 auch Vorsitzender dieser. Zwischen 1907 und 1910 war er Herausgeber der Beiträge zur Geschichte Westfalens und Niedersachsens.

## Schriften (Auswahl)
- Die Matrikel der Universität Leipzig 1409–1559. 3 Bände. Leipzig 1895–1902.
- Die Matrikel der Albertus-Universität zu Königsberg in Preußen 1544–1829. 2 Bände. Leipzig 1908/1912.
- Die jüngere Matrikel der Universität Leipzig 1559–1809. 3 Bände. Leipzig 1909.
- Deutsche Geschichte in den Erzählungen ihrer Geschichtsschreiber. 3 Bände. Leipzig 1882–1884.
- Dietrich von Nieheim (Theodoricus de Nyem). Sein Leben und seine Schriften. Leipzig 1887.
- Nordkirchen Festschrift zur Prinz Heinrich-Fahrt 1911. Münster 1911, OCLC 249708641.